# Channa orientalis
Channa orientalis es una especie de pez del género Channa, familia Channidae. Fue descrita científicamente por Bloch & Schneider en 1801.
Se distribuye por Asia: Afganistán y Baluchistán hacia el sur hasta Sri Lanka y hacia el este hasta Indonesia. La longitud total (TL) es de 33 centímetros. Habita en ríos, lagos, estanques, arroyos de montaña y en aguas salobres y se alimenta de insectos y crustáceos. Puede tolerar aguas turbias, estancadas, sucias y poco oxigenadas.
Está clasificada como una especie marina inofensiva para el ser humano.